# Burgos
 For alternative betydninger, se Burgos (flertydig). (Se også artikler, som begynder med Burgos)
Burgos er en by i regionen Castilien og Leon i det nordlige Spanien, med et indbyggertal på 175.895 (2024). Byen ligger knap 250 kilometer nord for landets hovedstad Madrid.
Burgos blev grundlagt i år 880.
Vuelta a España 2021 begyndte i Burgos på grund af Katedralen i Burgos samme år fylder 800 år.

## Klima
Klimaet er Middelhavs-påvirket. Somrene er varme, og der er lidt kolde vintre med temperaturer under nul grader samt sne.
- Katedralen i Burgos
- Arlanzon-floden i Burgos